# Carlo Ravnich
Carlo Ravnich (Albona, 31 marzo 1903 – Bordighera, 2 marzo 1996) è stato un militare e partigiano italiano, congedato generale e pluridecorato.

## Biografia
Prima di essere chiamato alle armi di leva nel 1923 aveva lavorato per sei anni come minatore nelle miniere di carbone della zona dell'Arsia in Istria. Dopo aver frequentato l'Accademia Militare di Modena, diventò ufficiale nel 1º Reggimento Artiglieria Alpina e partecipò alle seguenti campagne di guerra:
- 1935-1936, in Africa Orientale Italiana;
- giugno 1940, sul fronte Italo Francese;
- 1940-1941, sul fronte Grecia nella Campagna italiana di Grecia e Albania;
- tra l'aprile e luglio del 1941, occupazione della Jugoslavia;
- tra il gennaio 1942 all'8 settembre 1943, operazioni antiguerriglia nell'occupazione italiana del Montenegro. L'8 settembre 1943 lo vide col grado di capitano, al comando del Gruppo artiglieria alpina "Aosta".

### La Divisione italiana partigiana Garibaldi
La Divisione italiana partigiana Garibaldi fu una formazione partigiana, che si costituì il 3 dicembre 1943 a Pljevlja con la volontaria adesione degli ex-militari del Regio Esercito Italiano appartenenti alla Divisione di fanteria "Venezia", alla Divisione alpina "Taurinense" e al Gruppo artiglieria alpina "Aosta" che si trovavano dopo l'8 settembre 1943 nei Balcani.
Come comandante del Gruppo Aosta partecipò alla spontanea rivolta contro i nazisti. Successivamente comandò la I Brigata partigiana Aosta da lui creata con elementi del gruppo artiglieria alpina "Aosta" e alla fine lo Stato Maggiore dell'Esercito del Regno del Sud lo nominò, con il grado di maggiore, a guidare l'intera Divisione dal 12 agosto 1944 in sostituzione del generale Lorenzo Vivalda, fino al rientro in Italia avvenuto l'8 marzo 1945, raggiungendo il grado di colonnello “per merito di guerra”.
(Luciano Viazzi, rivista l'Alpino)

### Nel dopoguerra
Rimasto nel dopoguerra nell'Esercito italiano, ebbe tra gli altri incarichi quello di Presidente della "Commissione regionale Triveneta per il riconoscimento della qualifica di partigiano", con sede a Padova.
Fu inoltre responsabile dell’Ufficio Storico Statistico della “Garibaldi”, dove diede vita, fra il luglio 1947 e il settembre 1948, a un bollettino per pubblicare tutti i nomi dei membri, denominato Divisione Italiana Partigiana “Garibaldi” - Organo dell’Ufficio Storico Statistico.
Tale "censimento" nel 1950 fu riunito dallo stesso colonnello Ravnich in una pubblicazione intitolata Martiri ed eroi della Divisione "Garibaldi", stampata a Padova: un volume di 350 pagine che con i 6.150 nomi dei componenti contiene anche l’elenco delle onorificenze e ricompense al Valor Militare, con le rispettive motivazioni.
Il 1º luglio 1953 fu nominato generale comandante della nuova Brigata Alpina Cadore a Belluno e la guidò nella fase di riorganizzazione fino al 1956. Si congedò nel 1960, dopo 34 anni di carriera militare.

## L'archivio
Ravnich accumulò un poderoso archivio, in particolare sulla divisione Garibaldi: una “Balcaneide” fatta di documenti, spesso originali, raccolti in 12 volumi, 36 raccoglitori numerati, 20 fascicoli, oltre a fotografie, 22 bobine di filmati amatoriali e altro ancora.
Consultabile e consultato presso la sua abitazione finché era in vita, nel 1996 l'archivio fu donato per sua volontà testamentaria alla fondazione “Umberto II di Savoia” di Ginevra, creata nel 1986 da Maria Gabriella di Savoia: da quella data, enti come l'Archivio Centrale dello Stato, gruppi come l'Associazione Nazionale Veterani e Reduci Garibaldini e singoli ricercatori lamentano che l'enorme materiale, « di determinante importanza » e indubbio interesse nazionale, non è più accessibile a studiosi e storici, augurandosi che « venga presto restituita alla pubblica consultazione nel nostro Paese. »

## Riconoscimenti
Lo Stato Maggiore espresse queste seguenti motivazioni per riconoscergli le promozioni di grado e di responsabilità.
Fu decorato inoltre con due medaglie: una medaglia d'argento al valor militare e una croce al valor militare.